# Polska Liga Piłki Nożnej
Polska Liga Piłki Nożnej - seria wydawnicza autorstwa Jerzego Miatkowskiego i Jarosława Owsiańskiego, dokumentująca rozgrywki ekstraklasy piłkarskiej w poszczególnych sezonach, od chwili rozpoczęcia rywalizacji. W ramach serii ukazały się następujące tomy: „1927. Ten pierwszy sezon ligowy” (wyd. 2017), „1928. Wisła po raz drugi” (wyd. 2018), „1929. Zielone mistrzostwo” (wyd. 2019), "1930. Liga dla Pasów" (wyd. 2020) oraz "1931. Mistrz z Ludwinowa" (wyd. 2021), „1927. Ten pierwszy sezon ligowy. Wydanie II poszerzone” (wyd. 2022), "1932. Czarne punkty" (wyd. 2023).

## Opis zawartości
Poszczególne książki zawierają oddzielną dokumentację dla każdego ligowego meczu od roku 1927. Opis każdego meczu zawiera miejsce, stadion, datę, godzinę, wynik i wynik do przerwy, nazwisko sędziego, składy drużyn, listę strzelców goli, wydarzenia meczowe oraz omówienie różnic w danych źródłowych. Przy każdym meczu określono wykaz przypisów źródłowych (kwerenda ok. 80 tytułów prasowych). W poszczególnych tomach opisana jest także działalność Polskiej Ligi Piłki Nożnej jako organizacji w danym roku, a także Polskiego Kolegium Sędziów. Szczegółowo opracowana jest dokumentacja rozgrywek o wejście do Ligi, wyniki i tabele klasy A w poszczególnych okręgach, mecze międzynarodowe rozegrane przez kluby ekstraklasy, statystyki ligowe w danym sezonie oraz od początku rozgrywek. Każda książka zawiera uzupełnienia i uwagi do wcześniej wydanych tomów. Całość uzupełnia bibliografia źródeł archiwalnych, czasopism i opracowań.

## Wydawca
Wydawcą serii jest oficyna Bogucki Wydawnictwo Naukowe (zał. 1993) z siedzibą w Poznaniu, która zajmuje się przygotowaniem do druku oraz drukiem wydawnictw naukowych z zakresu m.in.: językoznawstwa, historii, nauk społecznych, archeologii, biologii, geografii, turystyki i sportu. Bogucki Wydawnictwo Naukowe znajduje się w wykazie wydawnictw publikujących recenzowane monografie naukowe Ministerstwa Edukacji i Nauki z dnia 22 lipca 2021 r. w obrębie poziomu I, pozycja 77, numer identyfikatora 17200.

## Patroni
Patronem serii jest Ekstraklasa SA, patronem honorowym Muzeum Sportu i Turystyki w Warszawie, a patronami medialnymi portal "Retro Futbol" oraz księgarnia "Sendsport".

## Wykaz publikacji
- Jerzy Miatkowski, Jarosław Owsiański: 1927. Ten pierwszy sezon ligowy. Poznań: Bogucki Wydawnictwo Naukowe, 2017, s. 1–279. ISBN 978-83-7986-152-1. Data premiery: 31 maja 2017.
- Jerzy Miatkowski, Jarosław Owsiański: 1928. Wisła po raz drugi. Poznań: Bogucki Wydawnictwo Naukowe, 2018, s. 1–428. ISBN 978-83-7986-184-2. Data premiery: 27 czerwca 2018.
- Jerzy Miatkowski, Jarosław Owsiański: 1929. Zielone mistrzostwo. Poznań: Bogucki Wydawnictwo Naukowe, 2019, s. 1–415. ISBN 978-83-7986-210-8. Data premiery: 18 lipca 2019.
- Jerzy Miatkowski, Jarosław Owsiański: 1930. Liga dla Pasów. Poznań: Bogucki Wydawnictwo Naukowe, 2020, s. 1-490. ISBN 978-83-7986-301-3. Data premiery: 30 czerwca 2020.
- Jerzy Miatkowski, Jarosław Owsiański: 1931. Mistrz z Ludwinowa. Poznań: Bogucki Wydawnictwo Naukowe, 2021, s. 1-532. ISBN 978-83-7986-354-9. Data premiery: 23 lipca 2021.
- Jerzy Miatkowski, Jarosław Owsiański: 1927. Ten pierwszy sezon ligowy. Wydanie II poszerzone. Poznań: Bogucki Wydawnictwo Naukowe, 2022, s. 1–480. ISBN 978-83-7986-402-7. Data premiery: 24 maja 2022.
- Jerzy Miatkowski, Jarosław Owsiański: 1932. Czarne punkty. Poznań: Bogucki Wydawnictwo Naukowe, 2023, s. 1–568. ISBN 978-83-7986-437-9. Data premiery: 21 marca 2023.